# Grad de libertate (mecanică)
În fizică, în special în mecanica clasică, gradele de libertate ale unui sistem mecanic este numărul de parametri independenți care definesc configurația sau starea acestuia. Este important în analiza sistemelor de corpuri din ingineria mecanică, ingineria structurală, ingineria aerospațială, robotică și alte domenii.
Poziția și orientarea unui corp rigid în spațiu este definită de trei componente ale translației și trei componente ale rotației, ceea ce înseamnă că are șase grade de libertate.
La proiectarea constrângerilor gradele de libertate ale unui sistem mecanic se gestionează astfel încât să fie cele strict necesare, nici prea puține, împiedicând mișcarea, nici prea multe, rezultând mișcări necoordonate.

## Exemple
Poziția unui singur vagon (automotor) care se deplasează pe o cale ferată are un singur grad de libertate deoarece poziția vagonului este definită de distanța de-a lungul căii. Un tren de vagoane rigide conectate prin cuple la o locomotivă are tot un singur grad de libertate, deoarece pozițiile vagoanelor din spatele locomotivei sunt determinate de forma șinei.
Un automobil cu suspensie foarte rigidă poate fi considerat a fi o caroserie rigidă care se deplasează pe un plan (un spațiu plat, bidimensional). Acest corp are trei grade independente de libertate constând din două componente de translație și una de rotație. Derapajul este un bun exemplu al celor trei grade independente de libertate ale unui automobil.

## Mișcări și dimensiuni
Poziția unui corp rigid n-dimensional este definită de transformarea [T] = [A, d], unde d este o translație n-dimensională și A este o matrice de rotație⁠(d) n × n, corp care are n grade de libertate de translație și n(n − 1)/2 grade de libertate de rotație. Numărul de grade de libertate de rotație provine din dimensiunea grupului de rotație SO(n).
Un corp deformabil poate fi considerat ca o colecție de mai multe particule minuscule (număr infinit de grade de libertate), acesta fiind adesea aproximat printr-un număr finit de grade de libertate. Când mișcarea care implică deplasări mari este principalul obiectiv (de exemplu, pentru analiza mișcării sateliților), pentru a simplifica analiza un corp deformabil poate fi aproximat printr-un corp rigid (sau chiar printr-o particulă).
Gradul de libertate al unui sistem poate fi văzut ca numărul minim de coordonate necesare pentru a specifica o configurație. Conform acestei definiții:
1. La o singură particulă dintr-un plan, două coordonate definesc poziția acesteia, astfel are două grade de libertate;
2. La o singură particulă din spațiu este nevoie de trei coordonate, deci are trei grade de libertate;
3. Două particule din spațiu au șase grade de libertate, combinate;
4. Dacă două particule din spațiu sunt constrânse să mențină o distanță constantă una față de cealaltă, cum ar fi în cazul unei molecule biatomice, atunci cele șase coordonate trebuie să satisfacă o singură ecuație de constrângere, definită de formula distanței. Acest lucru reduce gradul de libertate al sistemului la cinci, deoarece formula distanței poate fi folosită pentru a rezolva coordonatele rămase odată ce celelalte cinci sunt specificate.

## Corpul rigid

Cele șase grade de libertate ale unei nave

Cele șase grade de libertate ale unui avion

Un corp solid are cel mult șase grade de libertate, formate din trei grade de translație și trei de rotație.
De exemplu, mișcarea unei nave sau a unui avion poate fi descrisă prin:
- translație înainte sau înapoi;
- translație laterală la stânga sau la dreapta;
- translație verticală în sus sau în jos;
- rotație în jurul axei de ruliu (în aviație „înclinare laterală”);
- rotație în jurul axei de tangaj (în aviație „cabraj” și „picaj”);
- rotație în jurul axei de girație („viraj la stânga” și „viraj la dreapta”).

## Sisteme de corpuri

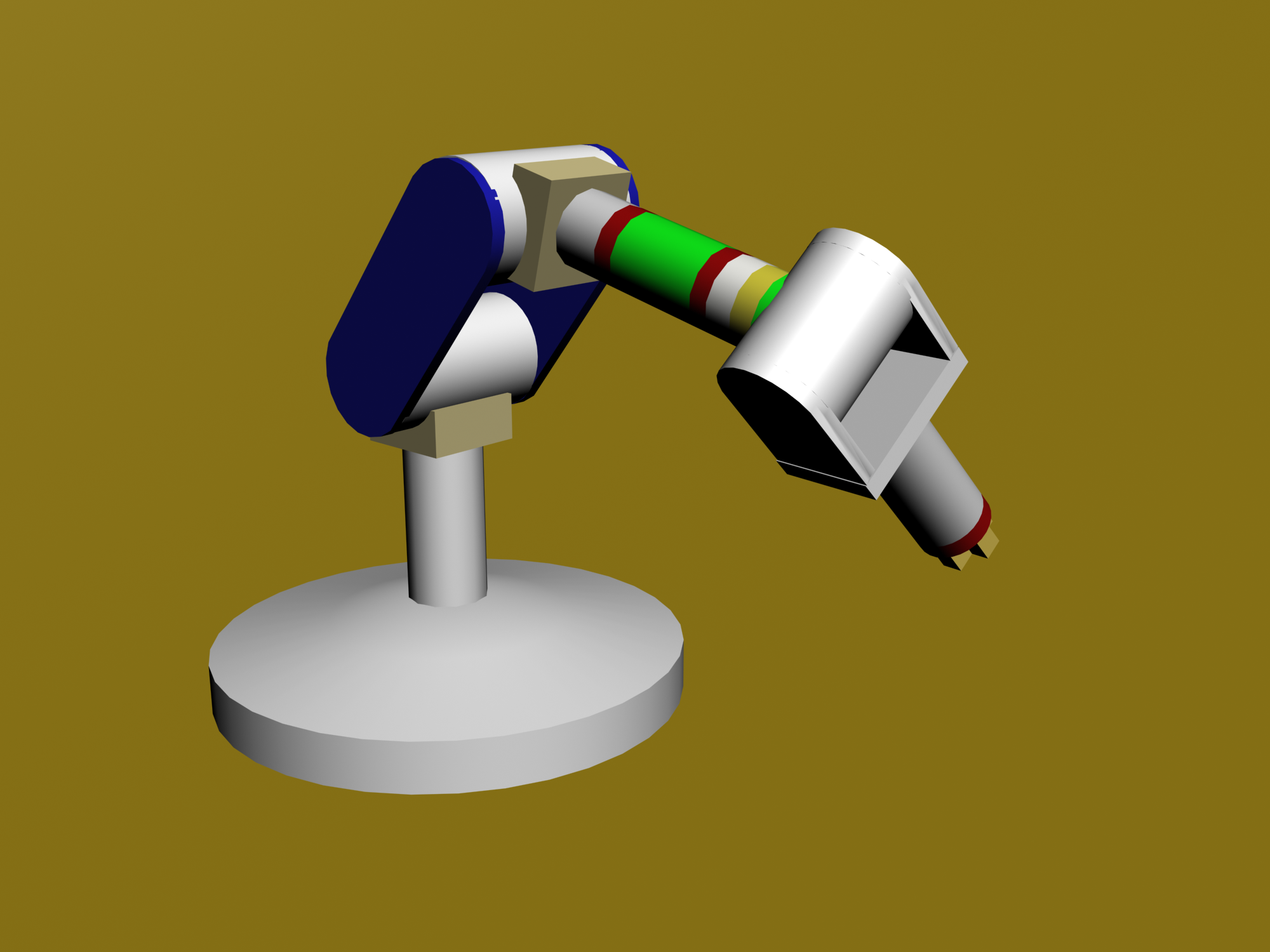
Un robot articulat având brațul cu sase grade de libertate

Un sistem format din mai multe corpuri ar avea un grad de libertate total egal cu suma gradelor de libertate ale corpurilor minus constrângerile interne asupra mișcării relative. Un mecanism format dintr-un număr de corpuri rigide conectate poate avea mai mult decât gradele de libertate ale unui singur corp. Aici termenul „grade de libertate” este folosit pentru a descrie numărul de parametri necesari pentru a specifica poziția spațială a unei legături. De asemenea, este definit în contextul spațiului de configurare, al spațiului de sarcini și al spațiului de lucru al unui robot.
Un tip specific de legătură este lanțul cinematic deschis, unde un set de legături rigide sunt conectate la articulații; o îmbinare poate oferi un grad de libertate, cum ar fi cupla de translație (de exemplu o culisă) sau cea de rotație (de exemplu o balama), sau două, cum ar fi cupla cilindrică (un cilindru care poate aluneca și se poate și roti). Astfel de lanțuri apar frecvent în robotică, biomecanică, la sateliți și la alte structuri spațiale. Un braț uman este considerat a avea șapte grade de libertate. Umărul permite trei tipuri de rotații, cotul permite o rotație, iar încheietura mâinii permite trei tipuri de rotații. Doar 3 dintre aceste mișcări ar fi necesare pentru a muta mâna în orice punct din spațiu, dar oamenilor le-ar lipsi capacitatea de a prinde lucrurile din unghiuri sau direcții diferite. Totuși gradele de libertate ale brațului uman nu sunt complete, nu se poate realiza o răsucire de 360° decât prin colaborarea articulațiilor de la umăr și încheietura mâinii.